# Еллен Вілмотт
Еллен Вілмотт (англ. Ellen Willmott; 19 червня 1858 — 27 вересня 1934) — англійська жінка-ботанік, садівниця. Вона була впливовим членом Королівського садівничого товариства та у 1897 році отримала першу Почесну медаль Вікторії, яку товариство присуджує британським садівникам, що проживають у Великій Британії. Вважають, що Вілмотт виростила понад 100 000 видів і сортів рослин та спонсорувала експедиції для відкриття нових видів. Успадковане багатство дозволило Вілмотт придбати великі сади у Франції та Італії, щоб поповнити сад у своєму будинку, на площі Ворлі в Ессексі. На її честь або на честь її будинку, Ворлі Плейс, було названо понад 60 рослин.

## Молоді роки

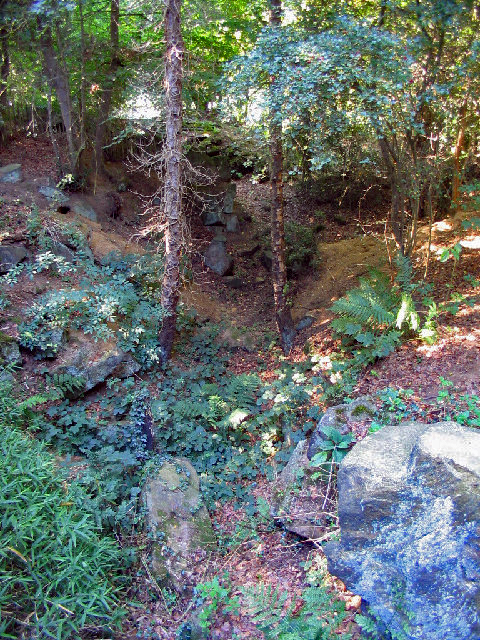
Штучний каньйон на Ворлі-Плейс

Еллен Вілмотт народилася 19 серпня 1858 року в Гестоні, Міддлсекс, була старшою з трьох дочок Фредеріка Вілмотта (1825–1892), адвоката, та Еллен Вілмотт (уроджена Фелл) (померла в 1898 році) Вона та її дві сестри, Роуз та Ада, кілька років відвідували ексклюзивну католицьку монастирську школу 'Gumley House Convent School'
У 1875 році родина переїхала до Ворлі-Плейс у Грейт-Ворлі, Ессекс, який мав 33 акри м² землі. Родина була завзятими садівниками і разом розвивала сади Ворлі-Плейс. Одним з найамбітніших проектів був альпійський сад, що включав каньйон та альпінарій, батько Еллен дав їй дозвіл створити цей сад на її 21-й день народження.
Вілмотт отримала значну спадщину від своєї хрещеної матері, ще однієї завзятої садівниці, графині Гелен Таскер з Міддлтон-Холу, Брентвуд, яка померла у 1888 році. Це дозволило їй у 1890 році придбати свою першу нерухомість поблизу Екс-ле-Бен у Франції.

## Кар'єра в садівництві

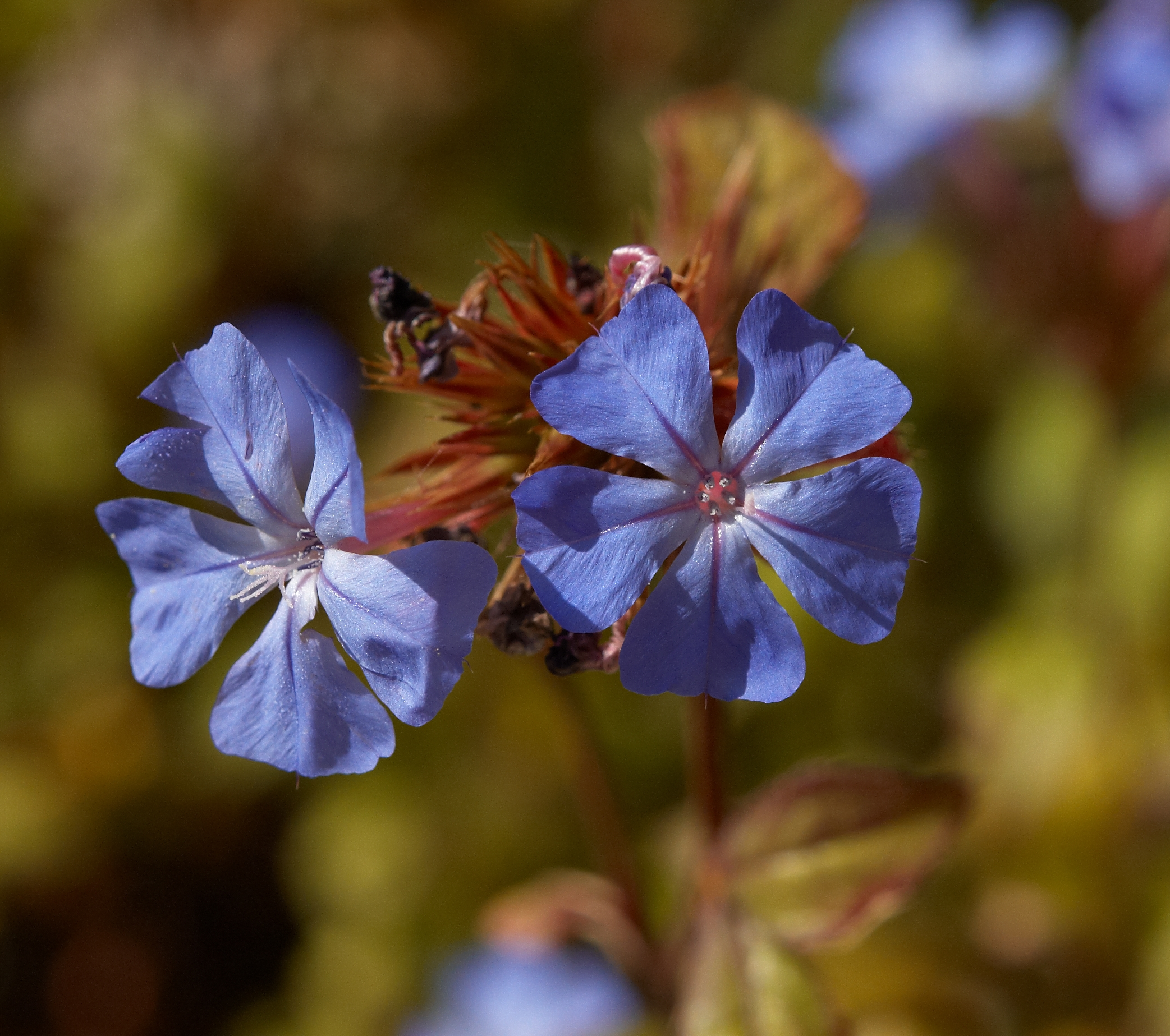
Ceratostigma willmottianum, один із понад 60 видів, названих на честь Еллен Вілмотт або Ворлі Плейс.

Після смерті батька Вілмотт успадкувала Ворлі-Плейс та продовжувала розбудовуваии сад, вона була захоплена колекціонуванням та вирощуванням рослин. Вважають, що вона виростила понад 100 000 різних видів та сортів рослин. Сад містив зимовий сад, теплиці, систему зрошення, альпінарій, частково спроектований як альпійська ущелина, озеро для човнів та скляну печеру для папоротей родини Hymenophyllaceae. Вілмотт посадила десятки тисяч цибулин, щоб вони утворювали природні квіткові зарості під час цвітіння.
Вілмотт наймала до 104 садівників і була відома як вимоглива роботодавчиня; вона, як кажуть, звільняла будь-якого садівника, який дозволяв бур'янам рости серед її квітів. Для роботи у своєму саду вона наймала лише чоловіків; якось її процитували, коли вона сказала: «жінки будуть катастрофою».

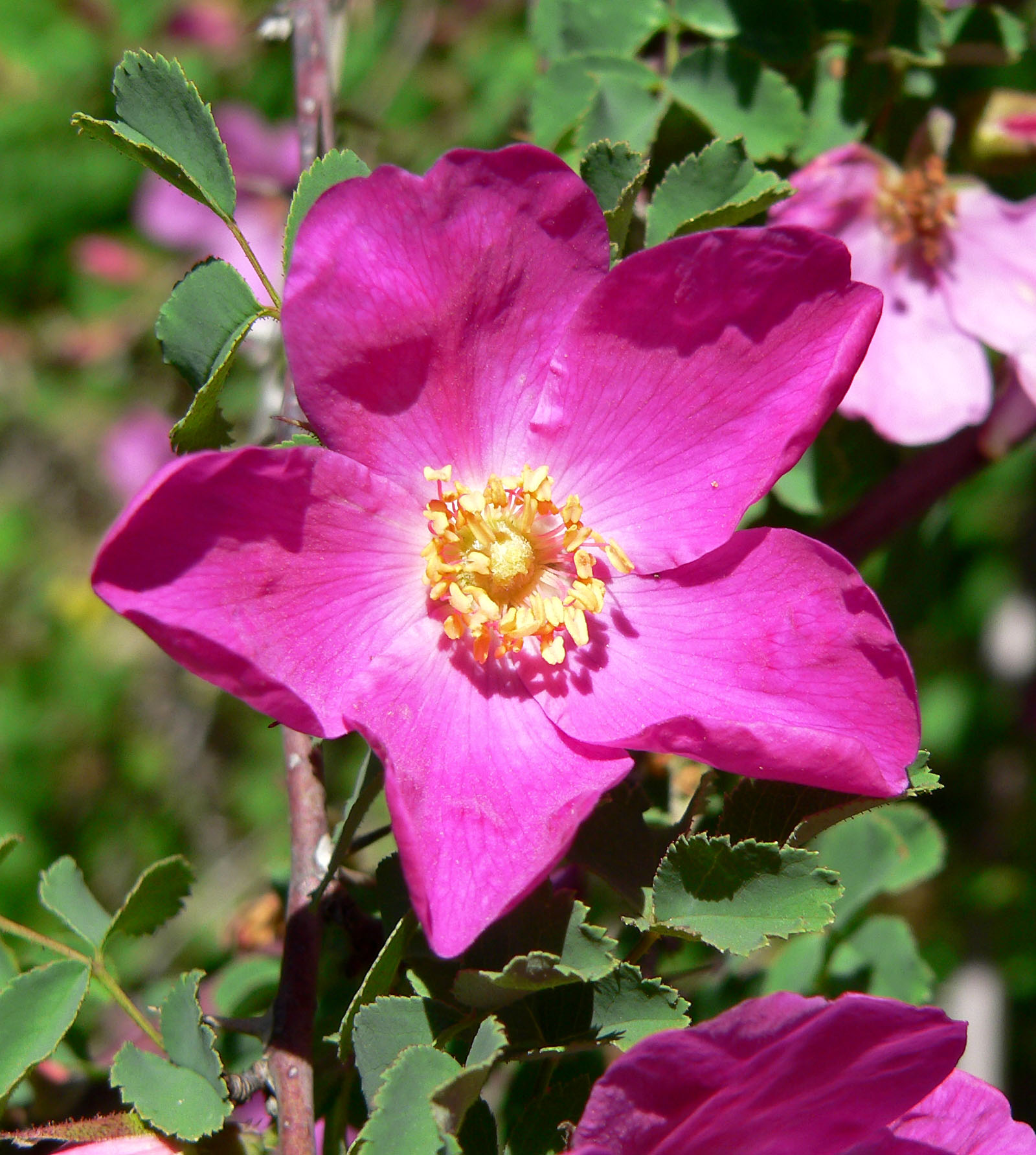
Rosa willmottiae

Вілмотт також була відома своїм неймовірним марнотратством. У 1905 році вона придбала третій маєток у Вентімільї, Італія. Вілмотт використовувала своє багатство для фінансування експедицій з пошуку рослин до Китаю та Близького Сходу, і види, виявлені під час цих екскурсій, часто називали на її честь. Серед експедицій, які вона спонсорувала, були експедиції Ернеста Генрі Вілсона, який назвав на її честь Ceratostigma willmottianum, Rosa willmottiae та Corylopsis willmottiae. На її честь та на честь її садів були названі понад п'ятдесят видів або сортів рослин.
Існує легенда, що вона таємно сіяла насіння гігантського колючого будяка «Eryngium giganteum» у садах інших людей, через що він став відомим у розмовній мові як «Привид міс Вілмотт»: ця історія вперше з'явилася у 1980-х роках і була спростована у книзі Сандри Лоуренс 2022 року.
У 1894 році Вілмотт приєдналася до Королівського садівничого товариства, у 1896 році стала членом комітету з нарцисів та тюльпанів, а також комітетів з квітів (група B) та лілій. Вона допомогла переконати сера Томаса Ганбері, свого сусіда у Вентімільї, придбати ділянку у Віслі та передати її Королівському садівничому товариству для створення саду and was appointed a trustee of the RHS Gardens in 1903..

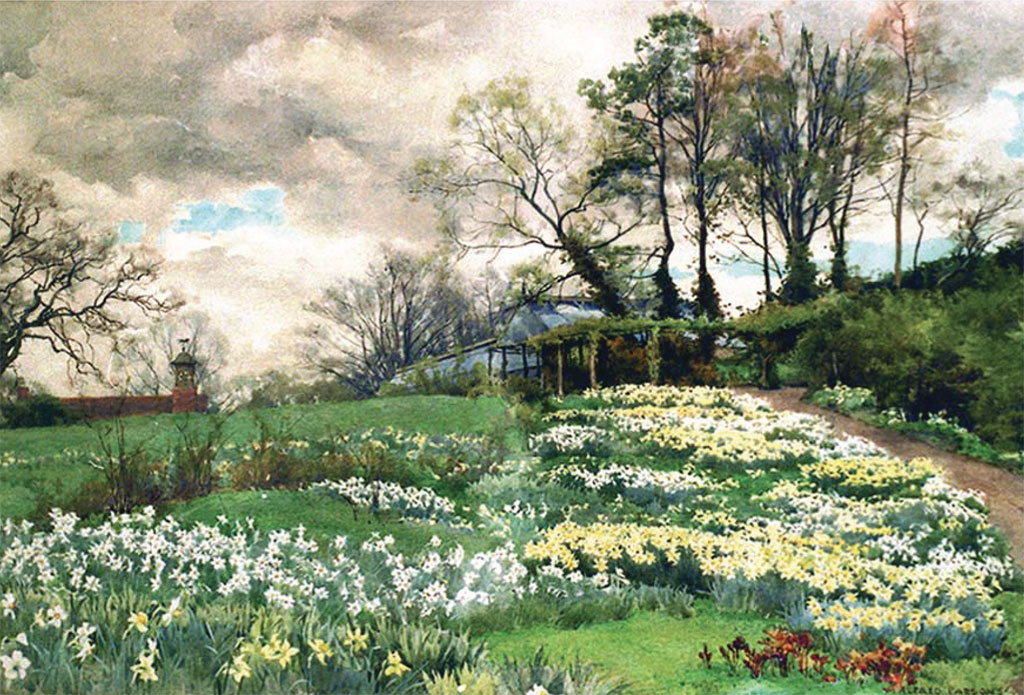
Акварель саду Вілмотт роботи художника Альфреда Парсонса (приватна колекція)

Вілмотт була однією з двох жінок, разом із Гертрудою Джекілл, які отримали Почесну медаль Вікторії у 1897 році (щойно засновану того року на честь Діамантового ювілею королеви Вікторії). У 1904 році Вілмотт стала однією з перших жінок, обраних членом Лондонського Ліннеївського товариства. У 1912 році вона отримала велику медаль Жоффруа Сен-Ілера від «Товариства акліматизації Франції», а у 1914 році медаль Діна Ноула від Королівського національного товариства троянд.
У 1920-х роках Вілмотт отримала замовлення від Фонду Шекспіра («Shakespeare Birthplace Trust») щодо консультації з питань дизайну саду та озеленення котеджу Енн Гетевей у Стратфорді-на-Ейвоні. Її проекти квітника та фруктового саду мали доповнювати старі будівлі, і значна частина її дизайну та вибору рослин існує й сьогодні, включаючи три клумби біля входу до котеджу, які називаються садом міс Вілмотт. Багато з обраних Вілмотт рослин згадувалися в п'єсах Шекспіра. Таке поєднання створило барвисті бордюри протягом усього року.
Вона опублікувала дві книги: Warley Garden in Spring and Summer у 1909 та The Genus Rosa, опубліковану у двох томах у 1910-1914 роках. Видання містило 132 акварелі троянд, написані художником Альфредом Парсонсом між 1890 і 1908 роками, які зараз зберігаються в Бібліотеці Ліндлі у Лондоні. Книга була продана тиражем лише 260 примірників, через що вона опинилася в боргах. Вілмотт також доручила Парсонсу створити картини її трьох садів. Відомо, що Королева Марія, Королева Александра (якій було присвячено The Genus Rosa) та Принцеса Вікторія відвідували її у Ворлі-Плейс. 

## Інші інтереси
Окрім кар'єри в садівництві, Вілмотт також мала інші, менш відомі досягнення, зокрема, у фотографії та декоративному токарстві. У 1932 році Віллмотт подарувала свій токарний верстат «Holtzapffel», деякі зразки своїх робіт з декоративного токарства, а також низку фотографій та слайдів з садівничої тематики до Музею історії науки у Оксфорді.

## Пізні роки життя
Марнотратство Вілмотт протягом її життя спричинили фінансові труднощі в подальшому житті, змусивши її продати свою французьку та італійську нерухомість, а зрештою і особисте майно. Вона ставала дедалі ексцентричнішою та параноїдальною, вона розставляла пастки у своєму маєтку, щоб відлякувати злодіїв, та носила револьвер у сумочці. У 1928 році Віллмотт було заарештовано за підозрою у крадіжці в магазині, проте згодом її виправдали.
у 1934 році у віці 76 років Вілмотт померла від атероми та емболії коронарної артерії. Ворлі-Плейс, який значно занепав, був проданий, щоб сплатити борги, а у 1939 році будинок було знесено, хоча плани щодо будівництва житлового масиву на цьому місці були відхилені. Згодом Ворлі-Плейс було визнано як частину Зеленого поясу Сполученого Королівства, а 6,5 гектарів стало природним заповідником під наглядом Фонду дикої природи Ессекса. Решта території перебуває під опікою Комітету з управління Ворлі Плейс та підтримується як покинутий сад.